# Ulica Orłowska w Gdyni
Ulica Orłowska – ulica położona w Gdyńskiej dzielnicy Orłowo, przecinająca prostopadle al. Zwycięstwa. Obejmuje kody pocztowe od 81-522 do 81-542. Wychodzi prostopadle od ulicy Klonowej, blisko przystanku SKM Gdynia Orłowo, skręca przed molo i kończy się ślepym zaułkiem przy plaży. W sezonie letnim zakazuje się wjazdu na koniec ulicy (oprócz wybranych osób takich jak mieszkańcy, niepełnosprawni itp.), w celu ograniczenia parkowania w miejscach niedozwolonych i nieprzestrzegania przepisów ruchu drogowego.

## Historia
Nazwa ulicy została zaczerpnięta z nazwy dzielnicy – pochodząca prawdopodobnie od nazwiska Hansa Adlera (Adler znaczy po niem. orzeł), który w 1829 kupił od miejscowego młynarza ziemię przy ujściu rzeki Kaczej, na której postawił karczmę nazwaną Adlerhorst.
Przy ulicy Orłowskiej znajdował się night club Maxim – jeden z najbardziej ekskluzywnych tego typu lokali w czasach PRL (zakończył działalność w 2004 roku). Obecnie na obiekcie ciąży nakaz rozbiórki, a posesję wystawiono na licytację – do przynajmniej 2019 r. nie znalazł jednak nabywcy.
Za PRL ulica nosiła nazwę Bohaterów Stalingradu.

## Inne wybrane obiekty
- Dom kuracyjny w Gdyni-Orłowie
- Domek Stefana Żeromskiego w Gdyni-Orłowie
- Zajazd Adlera
- szkoła plastyczna